# ドン・エド・ハーディー

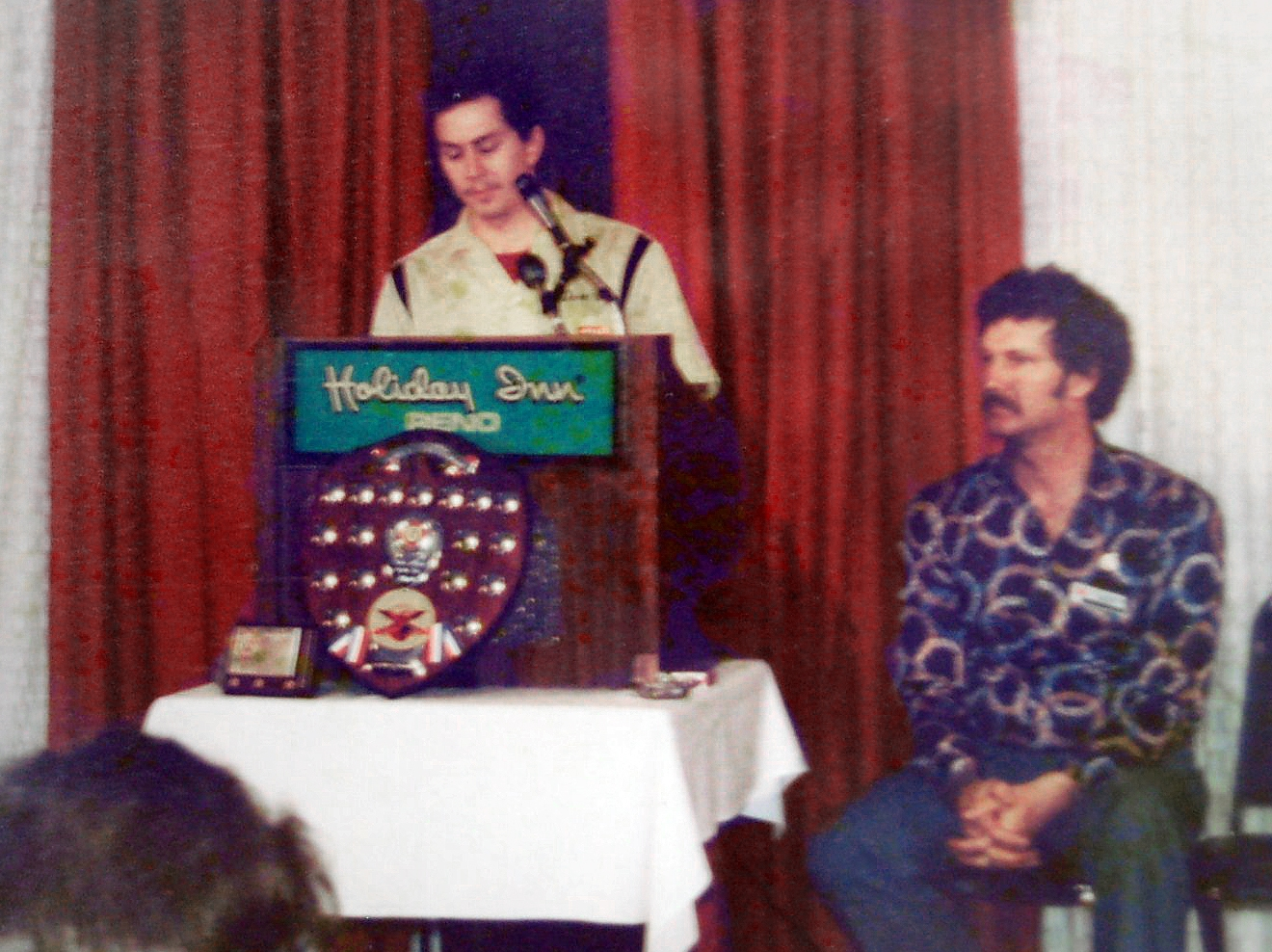
ネバダ州リノで開催された第2回「世界タトゥーコンベンション」のドン・エド・ハーディ、1977年。

ドン・エド・ハーディー（Don Ed Hardy、1945年 - ）はアメリカ合衆国のカリフォルニア州コスタメサ出身の入れ墨彫師。
著名な彫師として知られたセーラー・ジェリーの弟子であり、現代アート風にアレンジされたアールヌーヴォー調のデザインや、日本の入れ墨に用いられるデザイン・彫師技術を取り入れている。

## エド・ハーディー

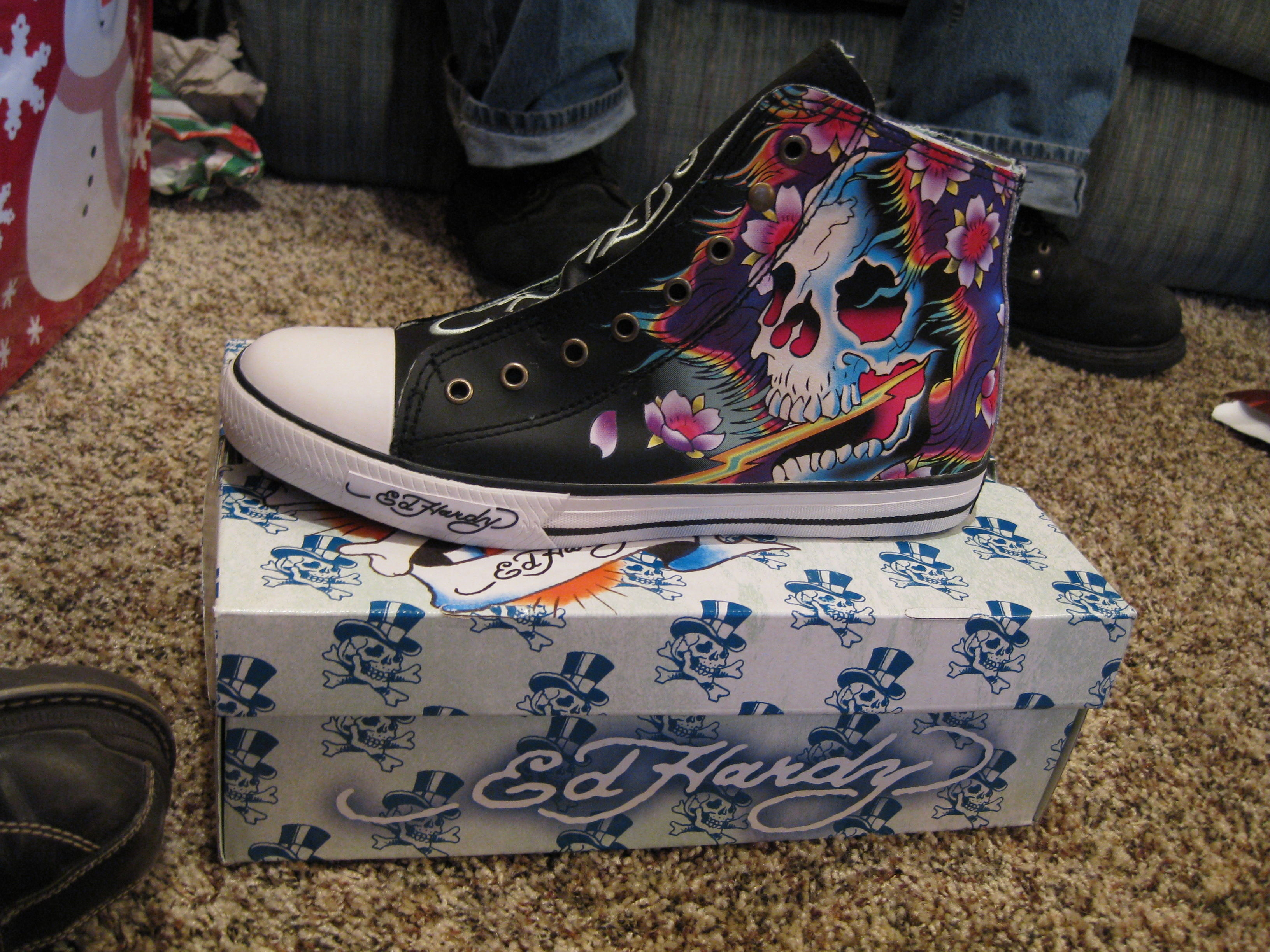
エド・ハーディの靴、2008年。

2004年、ファッションデザイナーのクリスチャン・オードジェー（Christian Audigier）がハーディーの入れ墨のデザインのライセンスを得て、ファッションブランドエド・ハーディー（Ed Hardy）を立ち上げた。